# 池添謙一
池添 謙一 (いけぞえ けんいち、1979年7月23日 - ) は、日本中央競馬会 (JRA) 栗東所属の騎手。父は元騎手・元調教師の池添兼雄、弟は調教師の池添学。

## 来歴

### 初期
武豊に憧れて競馬学校騎手課程に入学。初騎乗は1998年3月1日、阪神競馬第2競走のナチュラルカラーで、12頭立ての6着だった。同年1998年3月14日の中京競馬第1競走でタヤスソシアルに騎乗し、初勝利を挙げた。また、小倉競馬場の改修工事により阪神競馬場で開催された北九州記念をトウショウオリオンで制し、デビュー1年目での重賞初勝利となった。同年は38勝を挙げ、JRA賞最多勝利新人騎手を受賞した。

### 2000年代
2001年7月13日、ドーヴィル競馬場第4レースのHATHAARIで海外初騎乗を果たした。このレースは武豊が騎乗予定であったが、前のレースで落馬負傷したため、観戦に来ていた池添に急遽騎乗依頼があったもので、騎乗準備をしていなかった池添は、武やオリビエ・ペリエから馬具を借りてレースに臨んだ。翌日からは調教や厩舎作業を行った。
2002年4月7日、桜花賞でアローキャリーに騎乗、初のGI勝利を挙げた。また、ミルコ・デムーロに誘われ、イタリア1000ギニーに参戦。デムーロは複数のお手馬を抱えており、池添はそのうちの一頭に騎乗。20頭立ての18番人気ながら、勝利したデムーロの2着に入った。
2003年はデュランダルでスプリンターズステークス、マイルチャンピオンシップで勝利し、2004年は同馬でマイルチャンピオンシップの連覇を達成。同年には、スイープトウショウで秋華賞も勝利した。スイープトウショウに手こずったというエピソードが数多くあり、2005年の天皇賞（秋）では本馬場入場時に同馬が全く動こうとせず、返し馬を中止して係員がスタート地点まで引っ張っていき、池添がこれを追いかけていくという珍事もあった。同馬では2005年の宝塚記念、エリザベス女王杯も制している。
2007年9月9日に史上73人目となるJRA通算500勝を達成した。また、同年12月2日の阪神ジュベナイルフィリーズをトールポピーで制した。
2008年5月25日、優駿牝馬（オークス）をトールポピーで制覇し、自身9度目のGI (JpnI) 勝利を収めた。しかしこのレースでは、最後の直線走路で急に内側に斜行し、走行妨害に至らない危険騎乗をしたものとして開催2日間の騎乗停止処分をJRA裁定委員会より受けた (トールポピーに降着処分は科されてはいない) 。当人は他馬に影響を与えたことに気づいていた様子で、勝利騎手インタビューでは「他の馬に迷惑をかけてしまって」と青ざめた表情で話していた。
2009年12月27日、第54回有馬記念をドリームジャーニーで制覇。同年の6月28日に開催された宝塚記念も同馬で制覇しているため、自身初となる春秋グランプリ制覇も成し遂げた。

### 2010年代
2011年4月24日、オルフェーヴルに騎乗し皐月賞で優勝。初の牡馬クラシック競走制覇となった。同年5月29日には、オルフェーヴルで日本ダービー優勝、牡馬クラシック二冠を達成し、デビュー14年目、7度目の挑戦でダービージョッキーの座についた。同年10月2日、カレンチャンでスプリンターズステークス優勝。同馬を重賞4連勝でGI制覇に導くとともに、自身初となる3週連続重賞制覇を達成した。また同日、同年の札幌開催全日程が終了し、初の札幌リーディングを獲得した (18勝) 。同年10月23日、単勝オッズ1.4倍の圧倒的人気を背負ったオルフェーヴルで菊花賞も制し牡馬クラシック三冠を達成。オルフェーヴルを史上7頭目の三冠馬へと導いた。これにより史上最年少三冠ジョッキー (32歳3カ月1日) となったが、ゴール後、同馬が外ラチに向かって逸走し振り落とされるという珍事もあった。この菊花賞制覇をもって史上6人目となる5大クラシック競走完全制覇の偉業達成となった。同年11月20日、エイシンアポロンでマイルチャンピオンシップに出走。同馬に騎乗予定だった田辺裕信騎手の騎乗停止に伴い、前年の皐月賞以来のコンビ結成となったが、好位につけ流れに乗ると先頭で駆け抜けた。同年12月25日、6年ぶりのクリスマスグランプリとなった有馬記念をファン投票2位、単勝1番人気のオルフェーヴルで制覇。ナリタブライアン以来17年ぶりとなる3歳4冠を達成した。この勝利により年間GI6勝目 (タイ記録) 、重賞14勝目を飾り、最高の形で飛躍の年を締めくくった。
2012年1月5日から6日にかけて、ドバイのメイダン競馬場で行われたメイダンマスターズ国際騎手チャンピオンシップに参戦。第2戦である6日の第3レースではストリートアクトに騎乗し、海外初勝利および当年の初勝利を挙げた。
同年3月25日、カレンチャンで高松宮記念に出走。直線で早々と抜け出して押し切る快勝で、史上2頭目の秋春スプリントGI連覇を達成した。同年6月24日、宝塚記念をオルフェーヴルで優勝し同馬での5冠制覇となった。
同年のサマージョッキーズシリーズでは42pを獲得し、同シリーズの自身初優勝を飾った。
2013年4月7日から6月10日の2ヶ月間、凱旋門賞でオルフェーヴルの騎乗依頼をもらうためフランスへ遠征。しかし、2013年の凱旋門賞にも前年に引き続きクリストフ・スミヨンがオルフェーヴルに騎乗することが決定し、予定の日付より早く帰国した。凱旋門賞ではオルフェーヴルへの騎乗はならなかった池添だが、引退レースとなる有馬記念での騎乗が決まった。同年12月22日、本番では1番人気に支持され、12万人を超えるファンが見守る中、3コーナー過ぎからスパートをかけ、8馬身差の圧勝でオルフェーヴルとの最後のレースで期待に応えた。
2014年は一転して重賞レース未勝利に終わり、2000年から続いていた連続重賞勝利が14年で途切れることになった。同年12月14日のロンジン香港ヴァーズ（G1）ではカレンミロティックに騎乗、5着だった。
2015年3月7日、チューリップ賞でクルミナルに騎乗し、史上29人目のJRA通算1万回騎乗を達成した。
同年11月29日、ジャパンカップにショウナンパンドラで出走。前走4着に敗れた天皇賞（秋）と同じ7枠15番となったが、最後の直線で抜け出した3頭の叩き合いをクビ差で制し、2012年にオルフェーヴルでハナ差2着だった無念を晴らした。
2016年5月22日、優駿牝馬（オークス）にシンハライトで出走し、直線で馬群を縫って抜け出し同レース2勝目を挙げた。しかし最後の直線で外側に斜行し、他馬（デンコウアンジュ）と接触・バランスを崩したことにより、開催2日間の騎乗停止処分を受けた。同年7月24日、函館開催全日程が終了し、初の函館リーディングに輝いた (13勝) 。同年8月6日、イギリスのアスコット競馬場で行われたシャーガーカップに世界選抜チームの一員として初出場。レースでの勝利はならなかったが、騎乗した5レース中3レースでポイントを獲得し、個人成績第3位となり、チームの優勝に貢献した。
同年12月4日、タンザナイトステークスでサンライズメジャーに騎乗し1着となり、史上33人目のJRA通算1000勝を1万952戦目で達成した。
2017年4月9日に行われた桜花賞でレーヌミノルに騎乗。直線に入って先頭に立つとそのまま押し切り、15年ぶりの同レース制覇となった。
2018年は初頭から調教拠点を美浦に移し、活動を開始させた。同年12月23日、有馬記念にブラストワンピースで出走。スタートしてから中団外目に位置取ると、最後の直線で後続の追撃をクビ差で凌ぎ、歴代単独最多となる同レース4勝目を挙げるとともに自身初の関東馬でのGI制覇となった。
2019年11月17日、マイルチャンピオンシップにインディチャンプで出走。当初、本レースには騎乗予定がなかったが、同馬に騎乗予定だった福永祐一騎手が騎乗停止処分を受けたため、騎乗依頼が来たものである。レースでは、道中を好位5番手で進め、直線に入っても馬なりのまま外の馬に馬体を合わせ、残り1ハロンで後続を突き放し、歴代単独最多となる同レース4勝目を達成した。

### 2020年代
2020年6月7日、安田記念でグランアレグリアに騎乗。3コーナー手前で前を走る馬が蹴り上げた芝の塊が右目付近を直撃し、脳震盪を起こしかけるアクシデントがありながらも、直線早めに仕掛けて後続との差を広げ、同レース初勝利を挙げた。同年11月15日、福島記念をバイオスパークで勝利。史上6人目のJRA全10場重賞制覇を達成した。
2021年3月21日、スプリングステークスで弟・池添学調教師が管理するヴィクティファルスに騎乗し優勝。騎手と調教師の兄弟による重賞制覇はグレード制導入後初の快挙となった。
2022年6月5日、安田記念にソングラインで出走。道中は中団外目を通り、直線では大外に持ち出すと、最後は横一線のたたき合いを制し、同レース2勝目を挙げた。同年11月26日、阪神7Rで入線後に騎乗した馬が躓き落馬。競馬場内の診療所で腰部打撲と診断され、当日の残りと翌日の騎乗予定が変更となった。後日、骨折していたことを明かした。
2023年10月4日、東京盃にドンフランキーで出走。道中で先頭を奪い、そのままゴールまで押し切り優勝。大井競馬場での重賞初制覇となった。同年は、前年に負った腰部骨折の影響もあり、自身最少の年間25勝にとどまった。
2024年6月28日、同週に酒席でのトラブルが発端となり、調整ルーム内で富田暁と粗暴な行為に至ったとして、池添について同月29日から7月7日まで開催日4日間の騎乗停止処分となった（後述）。同年12月14日、京都競馬12Rでロジカルワーズに騎乗し、史上18人目のJRA通算1万5000回騎乗を達成。

## 家族
父はJRAの元騎手、元調教師の池添兼雄。父は騎手時代に障害競走を中心に騎乗し、重賞も制するなど障害の名手の一人であった。
弟はJRA調教師の池添学。妹は自身のバレット（=騎手の助手に相当するもの）を務めている。妻はタレントの堀あかり。2008年11月に結婚。

## 人物・エピソード
- JRA重賞96勝のうち、GIは27勝を挙げている（2023年12月28日現在）[3]。出走馬のファン投票が行われる宝塚記念と有馬記念で計7勝を挙げており、「（平成の）グランプリ男」と呼ばれている[62]。
- ジョッキー列伝のポスターのキャッチコピーには「君の派手なガッツポーズをもっと見せてくれ」とある[80]。
- 顔が落語家の月亭八方の息子である月亭八光に似ているとも言われるが、本人は雑誌のインタビューにおいて、「調子がいい時は周囲から『堂本剛や櫻井翔に似ている』と言われることがある」と答えている[81]。
- ラッキーカラーは赤[82]。そのため、調教時のジャンパーや騎乗時の靴下および帽子の紐は赤を使用している。
- 2005年と2006年の夏競馬において、2年連続で2回小倉5日目第7競走で落馬するという珍記録を持っている。2005年は鎖骨骨折、2006年は意識不明で病院に運ばれるという結果を引き起こしたため、2007年は小倉に参戦することをやめようか本気で考えていた[83]。その後は夏競馬では北海道シリーズ（札幌・函館）を中心に騎乗し、2007年の2回小倉5日目（7月28日）は函館に参戦した。
- 小学生の時に空手の全国大会に出場していた[84]。
- 宝塚記念は2005年にスイープトウショウ、2009年にドリームジャーニー、2012年にオルフェーヴルで制しているが、すべて6枠で制している[19][25][85]。
- デュランダルでのスプリンターズステークス初制覇の前夜にカツ丼を食べたことから、それ以来ゲン担ぎとして、GI騎乗の際にはカツ丼を食べている[86]。
- 2018年8月13日、札幌にて、STVの情報番組『どさんこワイド』の名物コーナーである「お絵かきですよ！」に参加希望者10人の中から出演者1名をめぐり抽選を行い、当選し一般人を装って生出演。生電話での回答者に丸山元気を指名し、描いた絵にダメ出しを受けてコーナーは終了するも最後まで騎手であることが判明することはなかった[87]。なお、この場には勝浦正樹も同席していたが、勝浦も騎手と気づかれることはなかった。
- 幸英明の区切りの勝利数記念の写真撮影のときに、それまで本人のみの撮影に池添がぬいぐるみを持って一緒に写ったことがあり、以降、記念撮影で他の騎手が一緒に写るきっかけとなった[88]。
- 2022年2月13日に東京競馬場で開催されたバレンタインステークスにちなみ、みんなのKEIBA内で『バレンタインにチョコをあげたい騎手』ランキングが企画された。池添は57票の得票数で見事1位にランクインした。2位は和田竜二で51票。
- 好き嫌いが多く、2018年の「第24回ファンと騎手との集い」でメロン、キュウリ、トマト、ほうれん草、赤ピーマン、ナス、玉ねぎが嫌いであることが分かった。
- G1競走に騎乗する際はイニシャル入りの鞍を専用鞍として使用しており、デビューする時に福永祐一より贈られた鞍を使用している。福永は先輩の四位洋文より鞍を贈られており、池添にも継承する形で鞍を贈った。池添も同様に後輩の松山弘平に鞍を贈っている。
- 自他ともに認める武豊ファン。
  - netkeiba TVで公開されている「謙聞録」において、武豊に関するクイズを競い合う「武豊王決定戦」を現在のところ4連覇しているため、「武豊王」と呼ばれている。
  - 武豊が2023年2月4日にJRA通算4400勝を小倉競馬場で達成した際には、当時落馬負傷で休業中であったにもかかわらず小倉まで足を運び、4400勝記念のプラカードを掲げて記念写真に収まった[89]。
  - 武豊が2024年5月12日の東京2RでJRA通算4500勝を達成した際には、記念のプラカードを川田将雅が掲げ、池添が記念写真にも収まっていなかったため、Xでは「池添さん」がトレンドになった。池添は武豊のレースが3Rからと勘違いしていたため、調整ルームから食堂に移動し、横山典弘に「豊さんあと１つですね」と声をかけたところ、「もう達成したぞ」と返され絶句し、セレモニーに間に合わなかったことが判明した[90]。
  - 翌開催週の2024年5月18日京都9Rで武豊がJRA通算4501勝を達成した際に、「4501WIN」と書かれたうちわを両手に持ち表彰式に乱入し、前週のリベンジを果たした[91]。
  - 武豊が2025年8月9日に札幌競馬場でJRA通算4600勝した時は、池添が同じく札幌で騎乗予定があったので、4600勝達成するまで武が出場するレースを全てゴール前最前列の関係者スペースで観戦していた。そして8Rで武が達成した時は、応援している観客の中で誰よりも1番はしゃいでおり4600勝記念のプラカードを掲げて武豊を出迎えた。
- 2024年6月24日夜、函館市内の飲食店で複数の騎手と会食後、互いに泥酔した状態で池添が富田に高圧的な態度で絡むなどの行為があり、耐えかねた富田が近くにあった池添のスマートフォンをテーブルに叩きつけたため、画面が破損した。この一件で両者が口論となり、一旦は関係者が引き離したが、翌日早朝に再び調整ルーム内のロビーで両者は再度口論となり揉み合いとなる粗暴な行為があった事が、同月26日に厩舎関係者からJRAへ情報が提供された。JRAは関係者及び両者に聴取の結果、日本中央競馬会競馬施行規程第147条第20号「競馬の公正確保について業務上の注意義務を負う者としてふさわしくない非行のあった者」に該当するとして、池添は同年6月29日から7月7日まで開催日4日間、富田は同年6月29・30日の開催日2日間の騎乗停止処分が科された。これにより木曜日に発表されていた6月29・30日の両者の騎乗馬はすべて騎手変更となった[75]。

## 主な騎乗馬

### GI競走優勝
- アローキャリー（2002年桜花賞[11]）
- デュランダル（2003年スプリンターズステークス[14]、2003年・2004年マイルチャンピオンシップ[15][16]）
- スイープトウショウ（2004年チューリップ賞[92]、秋華賞[17]、2005年宝塚記念[19]、エリザベス女王杯[20]、2006年京都大賞典[93]）
- プライドキム（2004年全日本2歳優駿[94]、2004年兵庫ジュニアグランプリ[95]）
- トールポピー（2007年阪神ジュベナイルフィリーズ[22]、2008年優駿牝馬[96]）
- ドリームジャーニー（2008年小倉記念[97]、朝日チャレンジカップ[98]、2009年産経大阪杯[99]、宝塚記念[25]、有馬記念[24]）
- オルフェーヴル（2011年中央競馬クラシック三冠[100]（皐月賞[26]、東京優駿[28]、菊花賞[101]）、スプリングステークス[102]、神戸新聞杯[103]、有馬記念[104]、2012年宝塚記念[85]、2013年大阪杯[105]、有馬記念[106]）
- カレンチャン（2011年阪神牝馬ステークス[107]、函館スプリントステークス[108]、キーンランドカップ[109]、スプリンターズステークス[30]、2012年高松宮記念[110]）
- エイシンアポロン（2009年京王杯2歳ステークス[111]、2011年マイルチャンピオンシップ[112]）
- ショウナンパンドラ (2015年オールカマー[113]、ジャパンカップ[53])
- シンハライト(2016年チューリップ賞[114]、優駿牝馬[54]、ローズステークス[115])
- レーヌミノル（2017年桜花賞[60]）
- ブラストワンピース（2018年毎日杯[116]、新潟記念[117]、有馬記念[63]）
- インディチャンプ (2019年マイルチャンピオンシップ[65])
- グランアレグリア（2020年安田記念[66]）
- ソングライン（2021年富士ステークス[118]、2022年安田記念[69]）

### 重賞競走優勝
- トウショウオリオン（1998年北九州記念[119]）
- タシロスプリング（2000年ファンタジーステークス[120]）
- ハギノハイグレイド（2001年東海ステークス[121]）
- ヤマカツスズラン（2001年クイーンステークス[122]、2002年マーメイドステークス[123]、全日本サラブレッドカップ[124]）
- サニングデール（2002年CBC賞[125]）
- マーブルチーフ（2003年京都新聞杯[126]）
- シーイズトウショウ（2004年・2005年函館スプリントステークス[127][128]、2006年CBC賞[129]、セントウルステークス[130]）
- タガノゲルニカ（2006年平安ステークス[131]）
- タガノバスティーユ（2006年ファルコンステークス[132]）
- メイショウトウコン（2007年エルムステークス[133]）
- マイネレーツェル（2008年フィリーズレビュー[134]）
- イナズマアマリリス（2008年ファンタジーステークス[135]）
- ガルボ（2010年シンザン記念[136]）
- メイショウベルーガ（2010年日経新春杯[137]、京都大賞典[138]）
- ゲシュタルト（2010年京都新聞杯[139]）
- コパノジングー（2010年目黒記念[140]）
- スプリングソング（2010年京阪杯[141]）
- ホエールキャプチャ（2011年クイーンカップ[142]、ローズステークス[143]）
- アヴェンチュラ（2011年クイーンステークス[144]）
- アイムユアーズ（2012年クイーンステークス[145]）
- メイショウカンパク（2012年京都大賞典[146]）
- テイエムイナズマ（2012年デイリー杯2歳ステークス[147]）
- サウンドオブハート（2013年阪神牝馬ステークス[148]）
- カレンミロティック（2013年金鯱賞[149]）
- ウインフルブルーム（2015年京都金杯[150]）
- ヤマカツエース（2015年ニュージーランドトロフィー[151]、2016年中山金杯[152]、金鯱賞[153]、2017年金鯱賞[154])
- ロードクエスト（2016年京成杯オータムハンデキャップ[155]）
- マイティティー（2017年ブリーダーズゴールドカップ[156]）
- カワキタエンカ（2018年中山牝馬ステークス[157]）
- セイウンコウセイ（2018年函館スプリントステークス[158]）
- デアレガーロ（2019年京都牝馬ステークス[159]）
- メイショウテンゲン（2019年弥生賞[160]）
- モズベッロ（2020年日経新春杯[161]）
- バイオスパーク（2020年福島記念[162]）
- ヴィクティファルス（2021年スプリングステークス[163]）
- メイケイエール（2022年シルクロードステークス[164]、京王杯スプリングカップ[165]、セントウルステークス[166]）
- サブライムアンセム（2022年フィリーズレビュー[167]）
- プラダリア（2022年青葉賞、2023年京都大賞典、2024年京都記念）[168]
- ブリッツファング（2022年兵庫チャンピオンシップ[169]）
- テルツェット（2022年クイーンステークス[170]）
- ドンフランキー（2023年プロキオンステークス[171]、東京盃[72]、2024年クラスターカップ[172]）
- ショウナンザナドゥ（2025年フィリーズレビュー）
- サンライズアース（2025年阪神大賞典）

## 騎乗成績
|                    | 日付           | 競馬場・開催  | 競走名     | 馬名               | 頭数 | 人気 | 着順 |
| ------------------ | -------------- | ------------- | ---------- | ------------------ | ---- | ---- | ---- |
| 初騎乗             | 1998年3月1日   | 1回阪神2日2R  | 4歳未勝利  | ナチュラルカラー   | 12頭 | 10   | 6着  |
| 初勝利             | 1998年3月14日  | 1回中京5日1R  | 4歳未勝利  | タヤスソシアル     | 12頭 | 1    | 1着  |
| 重賞初騎乗・初勝利 | 1998年7月26日  | 4回阪神4日11R | 北九州記念 | トウショウオリオン | 14頭 | 12   | 1着  |
| GI初騎乗           | 2000年10月15日 | 4回京都4日11R | 秋華賞     | ヤマカツスズラン   | 18頭 | 7    | 2着  |
| GI初勝利           | 2002年4月7日   | 2回阪神6日11R | 桜花賞     | アローキャリー     | 18頭 | 13   | 1着  |

| 年度   | 1着  | 2着  | 3着  | 騎乗数 | 勝率 | 連対率 | 複勝率 | 表彰                                                  |
| ------ | ---- | ---- | ---- | ------ | ---- | ------ | ------ | ----------------------------------------------------- |
| 1998年 | 38   | 31   | 52   | 522    | .073 | .132   | .232   | JRA賞 (最多勝利新人騎手) 中央競馬関西放送記者クラブ賞 |
| 1999年 | 27   | 29   | 37   | 412    | .066 | .136   | .226   |                                                       |
| 2000年 | 40   | 34   | 38   | 422    | .095 | .175   | .265   | フェアプレー賞（関西）                                |
| 2001年 | 62   | 51   | 62   | 579    | .107 | .195   | .302   | フェアプレー賞 (関西)                                 |
| 2002年 | 79   | 59   | 51   | 689    | .115 | .200   | .274   |                                                       |
| 2003年 | 53   | 63   | 58   | 692    | .077 | .168   | .251   | フェアプレー賞 (関西)                                 |
| 2004年 | 64   | 69   | 38   | 660    | .097 | .202   | .259   |                                                       |
| 2005年 | 58   | 59   | 53   | 639    | .091 | .183   | .266   |                                                       |
| 2006年 | 44   | 41   | 55   | 584    | .075 | .146   | .240   | 中京競馬記者クラブ賞                                  |
| 2007年 | 62   | 60   | 48   | 638    | .097 | .191   | .266   |                                                       |
| 2008年 | 49   | 57   | 57   | 603    | .081 | .176   | .270   |                                                       |
| 2009年 | 48   | 59   | 50   | 579    | .083 | .185   | .271   |                                                       |
| 2010年 | 73   | 83   | 81   | 734    | .099 | .213   | .323   | フェアプレー賞 (関西)                                 |
| 2011年 | 59   | 49   | 34   | 555    | .106 | .195   | .256   | 北海道競馬記者クラブ賞 優秀騎手賞（賞金獲得部門3位）  |
| 2012年 | 59   | 56   | 41   | 587    | .101 | .196   | .266   | サマージョッキーズシリーズ優勝                        |
| 2013年 | 38   | 53   | 32   | 495    | .077 | .184   | .248   |                                                       |
| 2014年 | 45   | 39   | 39   | 503    | .089 | .167   | .245   |                                                       |
| 2015年 | 49   | 41   | 43   | 526    | .093 | .171   | .253   |                                                       |
| 2016年 | 56   | 44   | 42   | 565    | .099 | .177   | .251   | 北海道競馬記者クラブ賞                                |
| 2017年 | 51   | 62   | 53   | 600    | .085 | .188   | .277   |                                                       |
| 2018年 | 60   | 51   | 49   | 571    | .105 | .194   | .280   |                                                       |
| 2019年 | 65   | 44   | 37   | 561    | .116 | .194   | .260   |                                                       |
| 2020年 | 58   | 57   | 55   | 543    | .107 | .212   | .313   |                                                       |
| 2021年 | 50   | 50   | 52   | 537    | .093 | .186   | .283   |                                                       |
| 2022年 | 51   | 40   | 47   | 481    | .106 | .189   | .287   |                                                       |
| 2023年 | 25   | 30   | 32   | 364    | .069 | .151   | .239   |                                                       |
| 2024年 | 36   | 29   | 32   | 372    | .097 | .175   | .261   |                                                       |
| 中央   | 1399 | 1340 | 1268 | 15013  | .093 | .182   | .266   |                                                       |
| 地方   | 22   | 23   | 24   | 225    | .098 | .200   | .307   |                                                       |
| 海外   | 0    | 0    | 0    | 7      | .000 | .000   | .000   |                                                       |

（JRA騎手名鑑、netkeiba.com、競馬ラボより）